# Too Tough to Die
Too Tough to Die es el octavo álbum de estudio de la banda punk neoyorquina Ramones. Fue lanzado el 1 de octubre de 1984, este es el primer registro con Richie Ramone como baterista. El disco es considerado por la crítica musical como "el último gran álbum del grupo" y como un triunfo personal de Dee Dee Ramone que compuso 9 de los 13 temas.
Tanto la portada del álbum como la canción "Durango 95" hacen alusión a la película La naranja mecánica; la primera emulando una escena en la cual Alex y sus drugos atacan a un indigente y la segunda obteniendo su nombre de un auto manejado por el personaje.
En el disco se incluyeron los temas "Wart Hog" y "Endless Vacation", ambos cantados por Dee Dee Ramone, que luego se convertirían en clásicos de la banda. En el caso particular del primero, la compañía discográfica no permitió que se impriman las letras por considerarlas demasiado ofensivas.

## Listado de temas
| Side one |                                     |                                                 |          |  |
| N.º      | Título                              | Escritor(es)                                    | Duración |  |
| 1.       | «Mama's Boy»                        | Johnny Ramone, Dee Dee Ramone, Tommy Ramone     | 2:09     |  |
| 2.       | «I'm Not Afraid of Life»            | Dee Dee Ramone                                  | 3:12     |  |
| 3.       | «Too Tough to Die»                  | Dee Dee Ramone                                  | 2:35     |  |
| 4.       | «Durango 95» (Instrumental)         | Johnny Ramone                                   | 0:55     |  |
| 5.       | «Wart Hog»                          | Dee Dee Ramone, Johnny Ramone                   | 1:54     |  |
| 6.       | «Danger Zone»                       | Dee Dee Ramone, Johnny Ramone                   | 2:03     |  |
| 7.       | «Chasing the Night»                 | Busta Cherry Jones, Joey Ramone, Dee Dee Ramone | 4:25     |  |
| 8.       | «Howling at the Moon (Sha-La-La)»   | Dee Dee Ramone                                  | 4:06     |  |
| 9.       | «Daytime Dilemma (Dangers of Love)» | Joey Ramone, Daniel Rey                         | 4:31     |  |
| 10.      | «Planet Earth 1988»                 | Dee Dee Ramone                                  | 2:54     |  |
| 11.      | «Humankind»                         | Richie Ramone                                   | 2:41     |  |
| 12.      | «Endless Vacation»                  | Dee Dee Ramone, Johnny Ramone                   | 1:45     |  |
| 13.      | «No Go»                             | Joey Ramone                                     | 3:03     |  |

2002 Expanded Edition CD (Warner Archives/Rhino) bonus tracks

| 2002 Expanded Edition CD (Warner Archives/Rhino) bonus tracks |                                                                |                                             |          |  |
| N.º                                                           | Título                                                         | Escritor(es)                                | Duración |  |
| 14.                                                           | «Street Fighting Man»                                          | Mick Jagger, Keith Richards                 | 2:56     |  |
| 15.                                                           | «Smash You»                                                    | Richie Ramone                               | 2:23     |  |
| 16.                                                           | «Howling at the Moon (Sha-La-La)» (Demo)                       | Dee Dee Ramone                              | 3:17     |  |
| 17.                                                           | «Planet Earth 1988» (Version con Dee Dee como vocalista líder) | Dee Dee Ramone                              | 3:02     |  |
| 18.                                                           | «Daytime Dilemma (Dangers of Love)» (Demo)                     | Joey Ramone, Daniel Rey                     | 4:06     |  |
| 19.                                                           | «Endless Vacation» (Demo)                                      | Dee Dee Ramone, Johnny Ramone               | 1:46     |  |
| 20.                                                           | «Danger Zone» (Version con Dee Dee como vocalista líder)       | Dee Dee Ramone, Johnny Ramone               | 2:07     |  |
| 21.                                                           | «Out of Here»                                                  | Ramones                                     | 4:10     |  |
| 22.                                                           | «Mama's Boy» (Demo)                                            | Johnny Ramone, Dee Dee Ramone, Tommy Ramone | 2:15     |  |
| 23.                                                           | «I'm Not an Answer»                                            | Ramones                                     | 2:16     |  |
| 24.                                                           | «Too Tough to Die» (Version con Dee Dee como vocalista líder)  | Dee Dee Ramone                              | 2:35     |  |
| 25.                                                           | «No Go» (Demo)                                                 | Joey Ramone                                 | 3:05     |  |

## Personal
Ramones
- Joey Ramone - voz
- Dee Dee Ramone - bajo y voz
- Johnny Ramone - guitarra
- Richie Ramone - batería, coros, voz en algunos bonus tracks

## Personal adicional
- Walter Lure - guitarra rítmica
- Benmont Tench - órgano
- Jerry Harrison - sintetizadores

### Producción
- Tommy Ramone – Productor.
- Ed Stasium – Productor.
- Dave Stewart – Productor ("Howling at the Moon (Sha-La-La)").
- Tony Wright – Diseño de portada.
- George DuBose – Fotografía.